# استیونس (کالیفرنیا)
استیونس (به انگلیسی: Stevens) یک منطقهٔ مسکونی در ایالات متحده آمریکا است که در شهرستان کرن، کالیفرنیا واقع شده‌است. استیونس ۱۰۴ متر بالاتر از سطح دریا قرار دارد.